# Carpinus japonica
Carpinus japonica là một loài thực vật có hoa trong họ Betulaceae. Loài này được Blume mô tả khoa học đầu tiên năm 1851.

## Hình ảnh

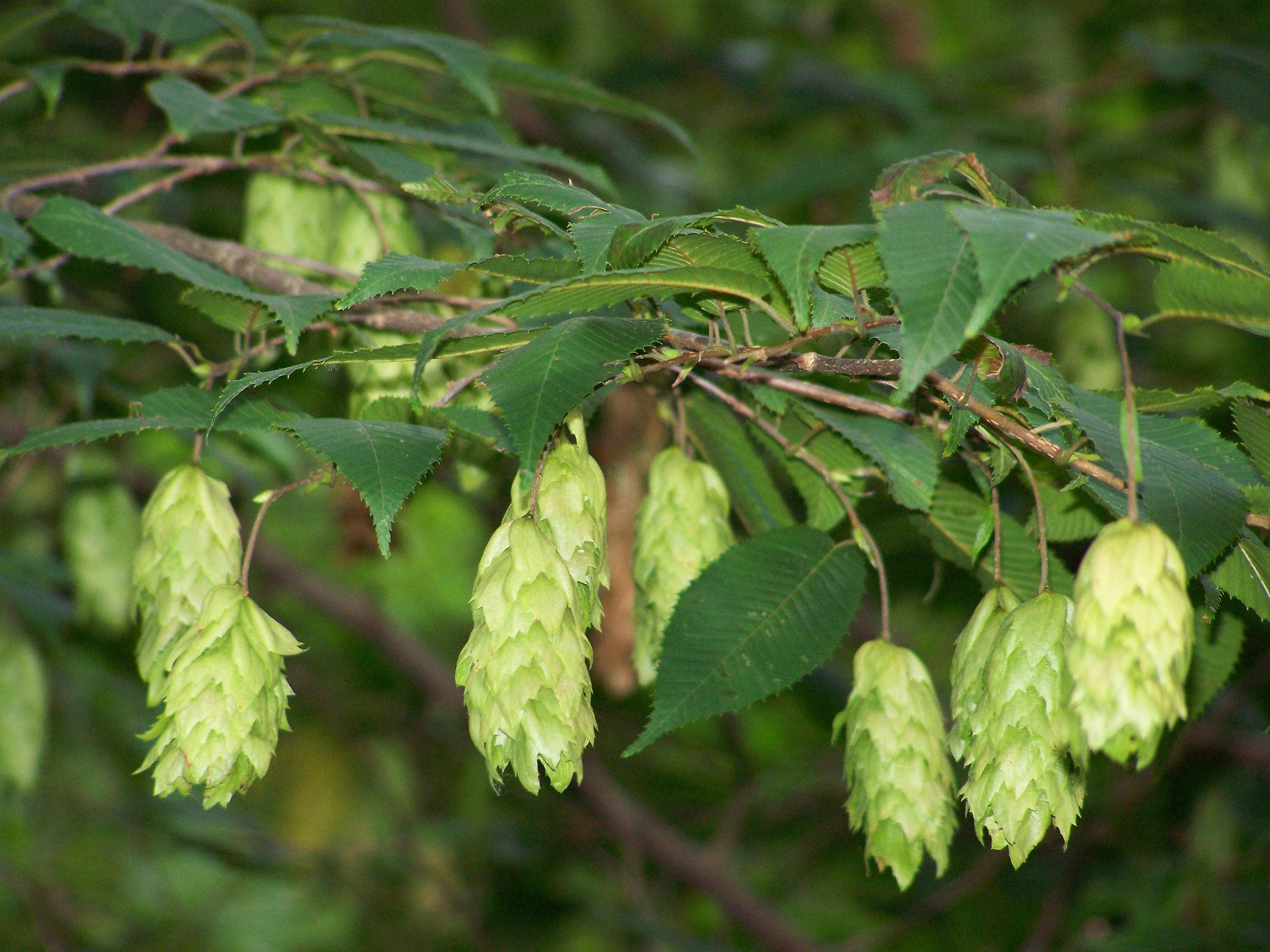
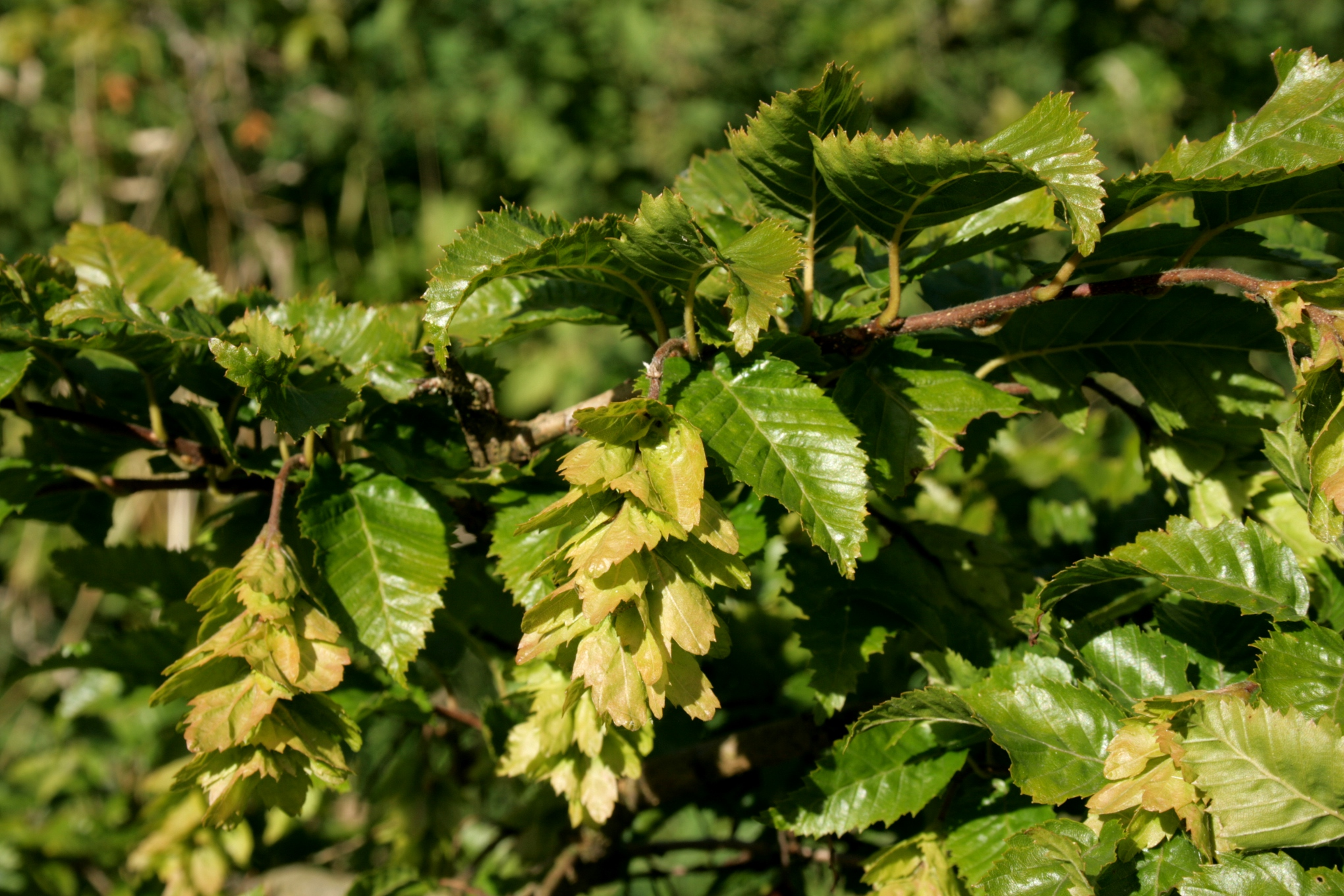
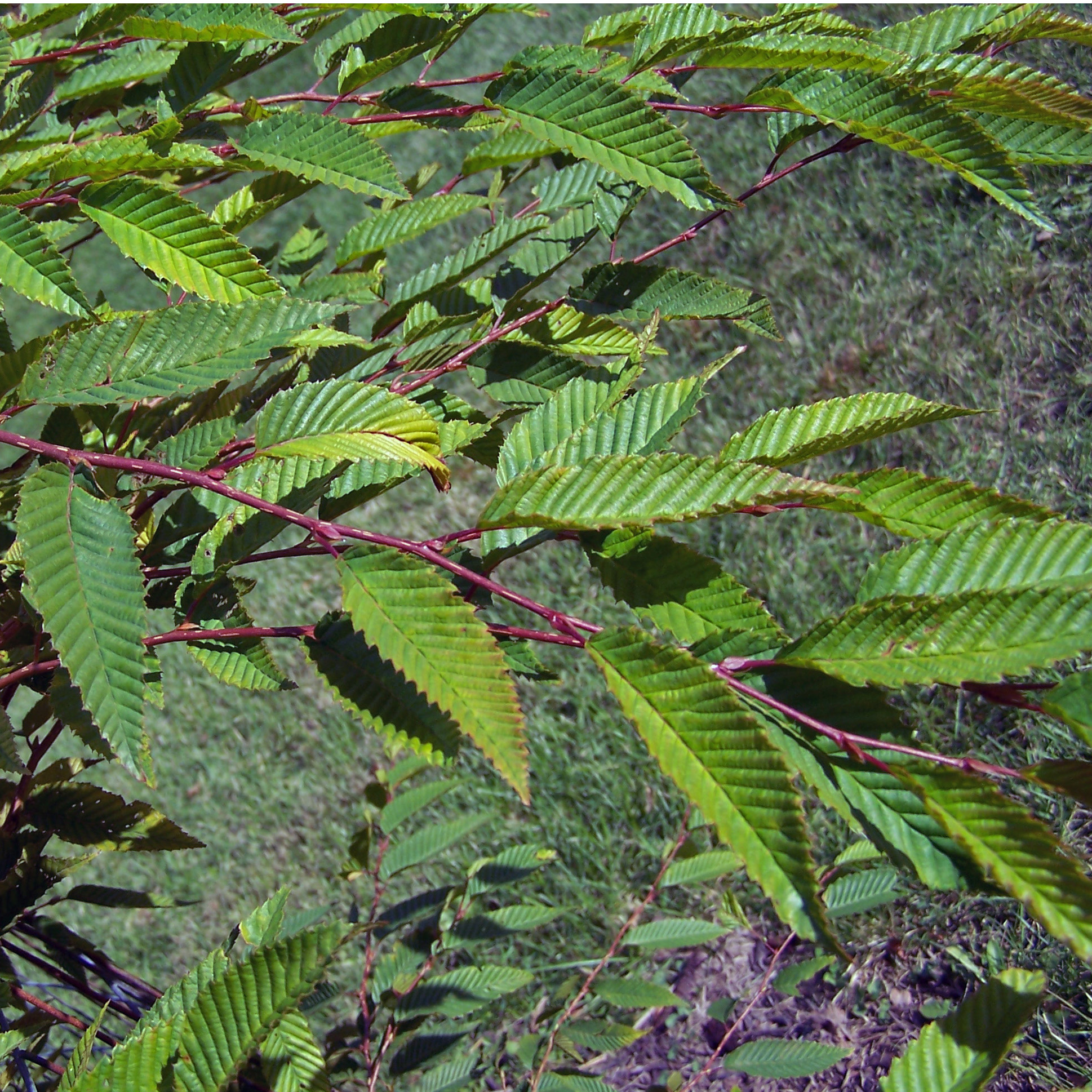
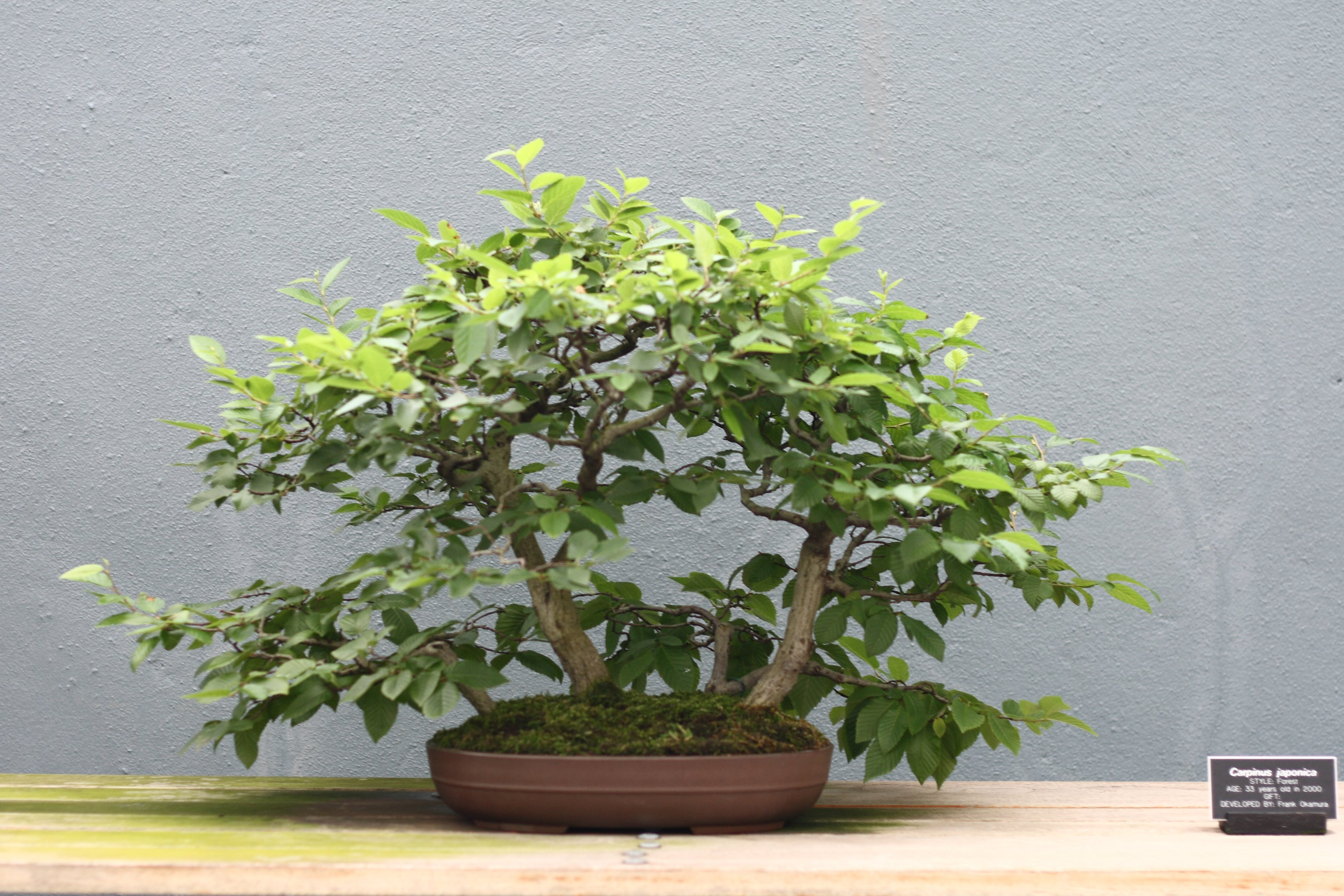